# Liste der Monuments historiques in Boran-sur-Oise
Die Liste der Monuments historiques in Boran-sur-Oise führt die Monuments historiques in der französischen Gemeinde Boran-sur-Oise auf.

## Liste der Bauwerke
| Bezeichnung      | Beschreibung                         | Standort | Kennzeichnung | Schutzstatus | Datum | Bild           |
| ---------------- | ------------------------------------ | -------- | ------------- | ------------ | ----- | -------------- |
| Kirche St-Vaast  |                                      | (Lage)   | PA00114534    | Classé       | 1942  | weitere Bilder |
| Schwimmbad       | Erbaut 1933                          | (Lage)   | PA60000087    | Inscrit      | 1914  | weitere Bilder |
| Ferme de Morancy | Bauernhof, erbaut im 13. Jahrhundert | (Lage)   | PA00114535    | Inscrit      | 1941  | weitere Bilder |
| Schloss          | Erbaut im 16. Jahrhundert            | (Lage)   | PA60000066    | Classé       | 1912  | weitere Bilder |

## Liste der Objekte

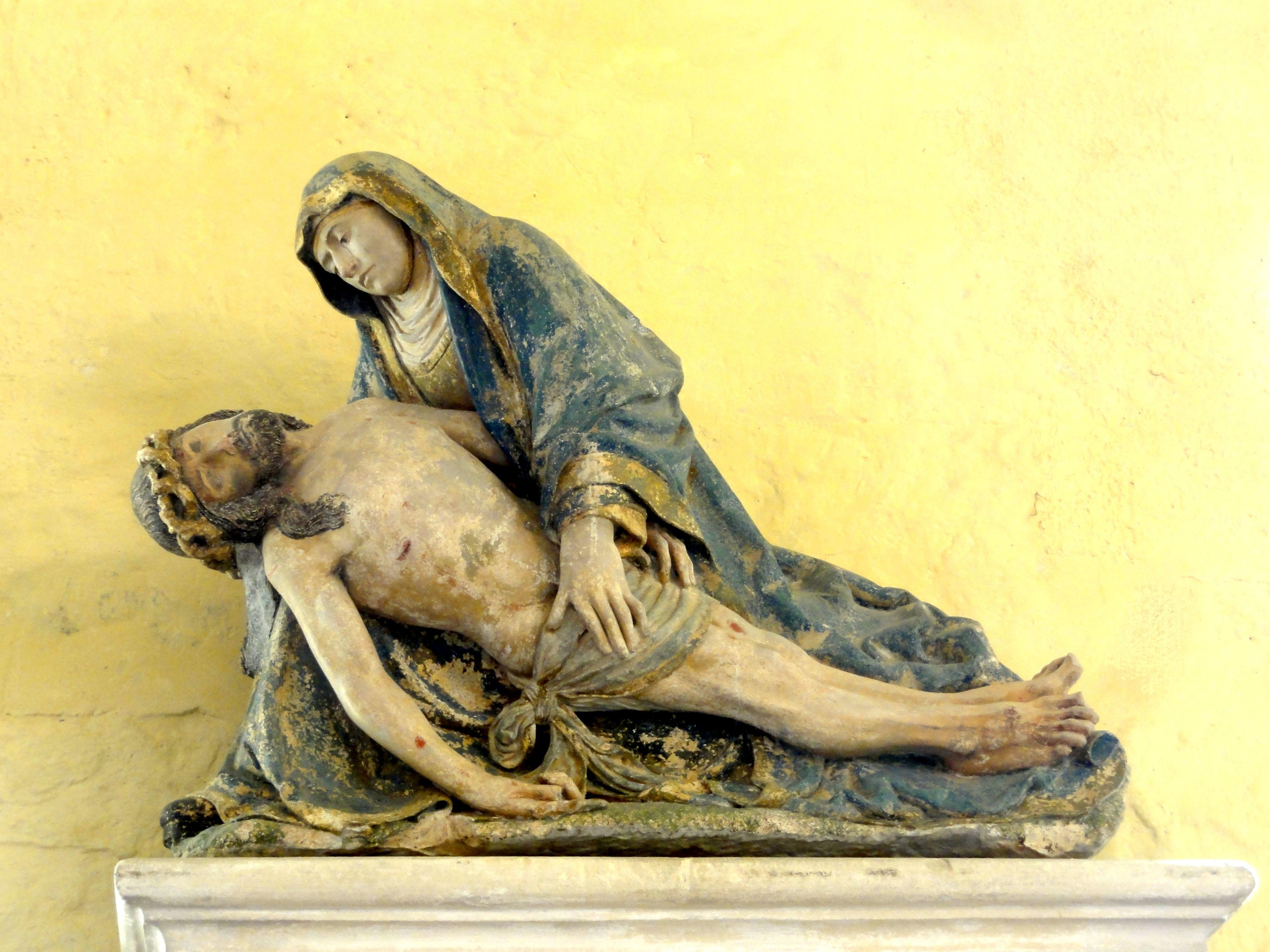
Pietà (16. Jahrhundert) in der Kirche St-Vaast

- Monuments historiques (Objekte) in Boran-sur-Oise in der Base Palissy des französischen Kultusministeriums